# 도요카와촌 (후쿠시마현)
도요카와촌(豊川村)은 후쿠시마현 야마군에 있던 촌이다. 현재의 기타카타시에 해당한다.

## 역사
- 1889년 4월 1일 - 정촌제 시행에 의해 야마군 4촌의 구역으로 성립하였다.
- 1954년 3월 31일 - 야마군 기타카타 정, 마쓰야마 촌·이와쓰키 촌·세키시바 촌·구마쿠라 촌·게이토쿠 촌·가미산노미야 촌과 합병해 기타카타시가 성립하여, 동일 도요카와촌이 폐지되었다.

## 교통

### 철도
- 일본국유철도 반에쓰사이 선

### 도로
- 요네자와 가도 (현:국도 121호선)

## 참고문헌
- 角川日本地名大辞典 7 福島県